# Карлзон, Ян
Ян Карлзон — (англ. Jan Carlzon, родился 25 июня 1941 года) — шведский топ-менеджер, занимал высшие руководящие должности в нескольких компаниях, в частности был президентом Скандинавских авиалиний с 1981 по 1994 год и вывел компанию из кризиса.

## Образование и начало карьеры
Ян Карлзон родился в 1941 году у городе Никопинг, Швеция. В 1967 году получил степень MBA в Стокгольмской школе экономики и начал работать в компании Vingresor — крупнейшем шведском туроператоре, менеджером по производству и реализации продукции. В 1974 году Карлзон стал генеральным директором компании. В 1978 году он возглавил шведские национальные авиалинии Linjeflyg, став самым молодым в мире президентом авиакомпании.

## Реформы в SAS
В 1981 году Ян Карлзон стал президентом и главным исполнительным директором SAS. К моменту прихода Карлзона в компанию SAS столкнулась с тяжелыми финансовыми проблемами, теряя по $17 млн в год и имея репутацию постоянно опаздывающей. По результатам исследования 1981 года SAS заняла 14 место из 17 по пунктуальности среди европейских авиакомпаний.
Ян Карлзон реформировал индустрию пассажирских авиаперевозок, сместив фокус на качество обслуживания клиентов. Во время кризиса он сосредоточился на единственном стабильном сегменте потребителей — бизнесменах. Целью Карзона и, в частности, его проекта «Авиалинии для бизнесменов» было превратить SAS в лучшую авиакомпанию для бизнесменов в Европе.
Карлзон отказался от использования больших аэробусов и Boeing 747, продолжив эксплуатировать DC-9, позволявшие обеспечить гибкость, удовлетворив таким образом потребности бизнесменов.
Всего за один год SAS восстановила прибыльность и стала самой пунктуальной авиакомпанией в Европе. Была начата тренинговая программа по обслуживанию «Главное — это люди» (англ. Putting People First), разработанная компанией Time Manager International. Задачей программы было предоставить возможность персоналу, непосредственно взаимодействующему с пассажирами, самостоятельно принимать решения на местах и сразу после возникновения проблемы, не обращаясь за разрешением к руководителю. Всего же было запущено 147 призванных улучшить сервис проектов общей стоимостью в $50 млн.
Перемены самым положительным образом сказались как на доходах компании — в 1982 году прибыль составила $54 млн, так и моральном духе коллектива. Как отмечал Карлзон, «изменение отношения персонала к работе стало одним
из самых значимых результатов преобразования SAS».
В 1983 году журнал Fortune назвал SAS лучшей в мире авиакомпанией для бизнесменов, а отраслевой журнал Air Transport World — «Авиакомпанией года».
Свой опыт Ян Карлзон описал в книге «Моменты истины: В сервисе нет мелочей», опубликованной в Швеции в 1985 году и переведенной на английский в 1987 году.

## Карьера после SAS
Ян Карлзон ушел из SAS в ноябре 1993 года. В 1994 году он основал инвестиционную компанию Ledstiernan, которую возглавил в качестве председателя правления. Карлзон также является одним из основателей компании CDON, специализирующейся на интернет-торговле. В 1999 году он стал председателем Теннисной ассоциации Швеции и членом совета директоров Международной федерации тенниса. С 2003 по 2006 год Ян Карлзон был председателем Британско-Шведской торговой палаты. Карлзон — один из основателей Европейской телекоммуникационной компании NETnet International S.A.

## Цитаты
- «Человек, лишенный информации, не может нести ответственность; человек, которому предоставлена информация, не может её на себя не взять»[11].
- «Если мы искренне преданы ориентации компании на индивидуальные потребности каждого клиента, у нас отпадает необходимость полагаться на свод правил или распоряжений, исходящих из штаб-квартир. Мы должны возложить ответственность за идеи, решения и действия на людей, которые представляют SAS в течение 15 секунд: менеджеров по продаже билетов, бортпроводников, операторов по обработке багажа и других сотрудников „передовой линии“» [12].

## Отличия и награды
- Почетный доктор Университета Пеппердин (англ. Pepperdine University)
- Почетный доктор Тихоокеанского лютеранского университета (англ. Pacific Lutheran University)
- Командор со звездой ордена Заслуг Норвегии
- Член Норвежской академии технических наук (англ. Norwegian Academy of Technological Sciences)[13].